# Gustav Neidlinger
Gustav Neidlinger   (Magúncia, 21 de març de 1910 - Bad Ems, 26 de desembre de 1991) va ser un baix-baríton alemany el més famós com el principal intèrpret dels dolents de Wagner.
Fou especialment Alberich i Klingsor, des de principis dels anys cinquanta fins a principis dels 70. Nascut a Mainz, (Maguncia), Neidlinger va estudiar al conservatori de Frankfurt, on va tenir per professor a Otto Rottsieper. Va debutar el 1931 al Stadttheater de Magúncia, on va cantar fins a 1934. El 1934 i el 1935 va actuar al Stadttheater de Plauen, Sachsen. De 1935 a 1950, va ser membre de l'òpera d'Hamburg, on el 1937 va participar en l'estrena mundial de l'òpera Schwarzer Peterper de Norbert Schultze.
El 1950, es va unir al "Staatsoper" de Stuttgart, on es va fer molt popular i, en 1977, el van nomenar membre honorari. A Stuttgart, va cantar en The Rake's Progress d'Ígor Stravinski. El 1956 es va traslladar al Staatsoper de Viena, on havia cantat des de 1941. També va cantar a l'Opéra de París (1953-67) i al Covent Garden de Londres juntament amb el conjunt de Stuttgart (1955, 1963 (Telramund) i 1965 (Alberich)). Va ser honrat amb el títol alemany de Kammersänger en 1952.
Les habilitats vocals de Neidlinger van estar marcades per una imponent riquesa de timbre sonor, timbre fosc i densitat de bala de canó, així com un obsequi per a un lliurament poderós i dramàtic, el que el va fer triomfar com a intèrpret important de Wagner. La seva interpretació del malvat Alberich a Der Ring des Nibelungen es va celebrar a tot el món, i encara ho és, a través de la famosa gravació d'estudi DECCA de Sir Georg Solti (1958-64), i la interpretació de Karl Böhm de 1967 a Bayreuth, ambdues Ha estat enregistraments fonamentals des de la seva primera publicació en vinil.
Va cantar en el Festival de Bayreuth des de 1952 fins a 1975, principalment Alberich, però també Klingsor de Parsifal, Kurwenal de Tristan und Isolde, el Fritz Kothner de Els mestres cantaires de Nuremberg, i de tant en tant Hans Sachs i Friedrich von Telramund. Va cantar Alberich a la Metropolitan Opera de Nova York el 1972. A més dels seus triomfs amb Wagner, també va tenir un gran èxit en els papers de l'òpera bufa.